# Spring Village South
Spring Village South es una villa de Trinidad y Tobago, que forma parte de la región de Couva-Tabaquite-Talparo.

## Geografía
La villa abarca parte de la isla Trinidad y limita al norte y este con Indian Trail, al sur con Mount Pleasant y al oeste con Basta Hall y Phoenix Park.

## Demografía
Datos demográficos de la villa de Spring Village South:
| Gráfica de evolución demográfica de Spring Village South entre 2000 y 2011 |
|                                                                            |